# Auditoire de Calvin
Pour les articles homonymes, voir Calvin.
L'Auditoire de Calvin, à l'origine lieu de culte catholique sous le vocable de Notre-Dame-la-Neuve Chapel, est une chapelle protestante de Genève (Suisse). Elle occupe une place significative durant la Réforme protestante car elle est associée à Jean Calvin, Théodore de Bèze et John Knox. Elle fut fondée par Bernard Chabert, évêque. La paroisse est membre de l'Église protestante de Genève.

## Description

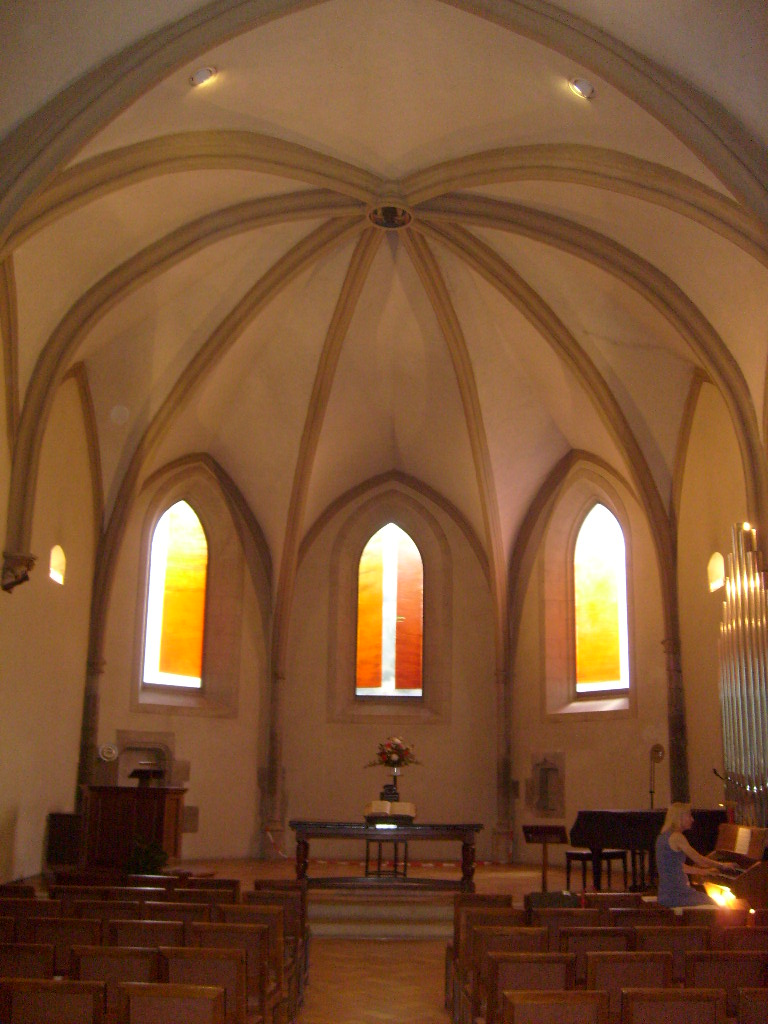
Chœur de l'Auditoire de Calvin

La chapelle est située près de la cathédrale Saint-Pierre, sur la place de la Taconnerie. Le bâtiment austère, d'architecture gothique, est construit au XVe siècle en tant qu'église mariale sur l'emplacement de sanctuaires datant du Ve siècle et dédiés à l'origine à Notre-Dame.
En 1536, avec l'avènement de la Réforme à Genève, Calvin la désacralise et en fait un auditoire, où il prêche sa théologie reformée. Des études bibliques y sont entreprises à 7 heures du matin chaque jour. En 1559, elle est occupée par l'Académie de Genève que Calvin vient de fonder. La salle est ensuite transformée en asile pour les réfugiés protestants provenant de toute l'Europe afin qu'ils puissent y pratiquer le culte en leur propre langue.
L'auditoire est également utilisé par le réformateur écossais John Knox durant son passage à Genève dans les années 1550. Il y pratique le culte réformé devant des assemblées de réfugiés de langue anglaise et y développe des idées qui influencent la Réforme écossaise. Plus tard, d'autres groupes de réfugiés l'utilisent comme lieu de culte, entre autres des membres de l'Église évangélique vaudoise et des presbytériens néerlandais et écossais. Cette salle est regardée par de nombreuses églises réformées dans le monde comme le lieu de naissance de leur foi.
Au fil des ans, le bâtiment se détériore. En 1954, l'Alliance réformée mondiale conclut un accord avec l'Église nationale protestante de Genève et lance un programme de rénovation de la salle qui s'achève en 1959. Suivant la tradition de Calvin, l'auditoire est employé pour le culte en diverses langues. La salle accueille des rassemblements de l'Église réformée hollandaise et italienne ainsi qu'une congrégation de l'Église d'Écosse chaque dimanche.

## Vitraux
Les vitraux ont été réalisés entre 2004 et 2007 par l'artiste français d'origine allemande Udo Zembok. Ils se composent de grands verres monolithiques, sans plombs, réalisés dans une technique récente de plaques colorées par pigments, fusionnées et thermoformées. On compte neuf vitraux, dont quatre — les plus grands — sont principalement rouges, et cinq, plus petits, sont principalement bleus.